# 浅江村
浅江村（あさえそん）は、山口県熊毛郡にあった村。現在の光市の西端、島田川の河口右岸にあたる。

## 地理
- 海洋：周防灘
- 山岳：潮音寺山
- 河川：島田川

## 歴史
- 1889年（明治22年）4月1日 - 町村制の施行により、近世以来の浅江村が単独で自治体を形成。
- 1939年（昭和14年）4月1日 - 光井村・島田村・三井村と合併して周南町が発足。同日浅江村廃止。

## 交通

### 鉄道路線
- 鉄道省
  - 柳井線（現・山陽本線）
    - 虹ヶ浜駅（現・光駅）